# Cabo Farewell (Groenlandia)
El cabo Farewell (en groenlandés: Uummannarsuaq; en danés: Kap Farvel, en español: Cabo Despedida) es un promontorio en la costa sur de la isla de Egger, Groenlandia. Es el punto meridional más extremo de Groenlandia, proyectándose al mar donde se encuentran el océano Atlántico Norte y el mar del Labrador, en la misma latitud de Estocolmo y las islas Orcadas. Egger y las islas menores asociadas, son conocidas como el archipiélago Farewell. La zona es parte de la municipalidad de Kujalleq.

## Galería

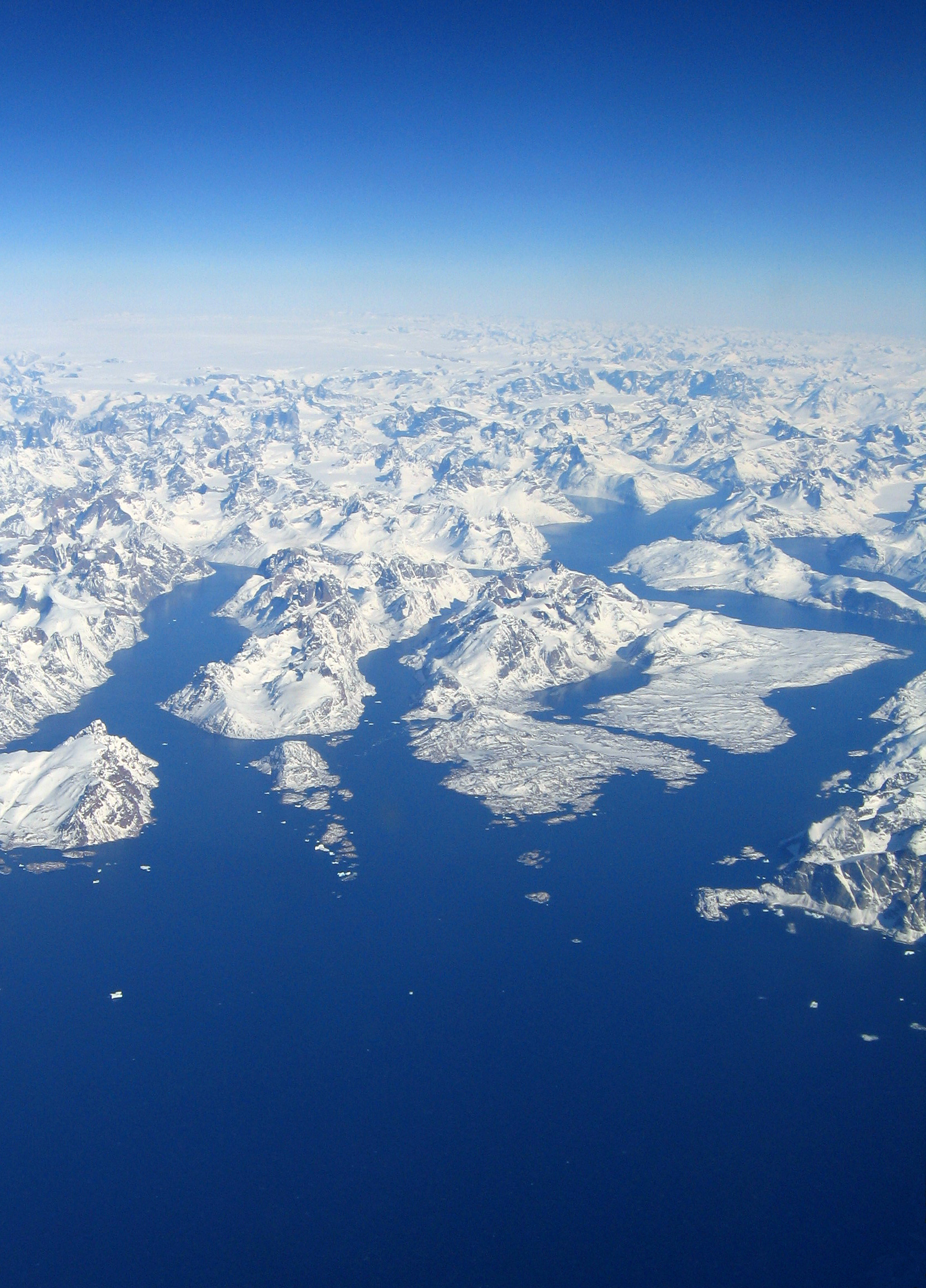
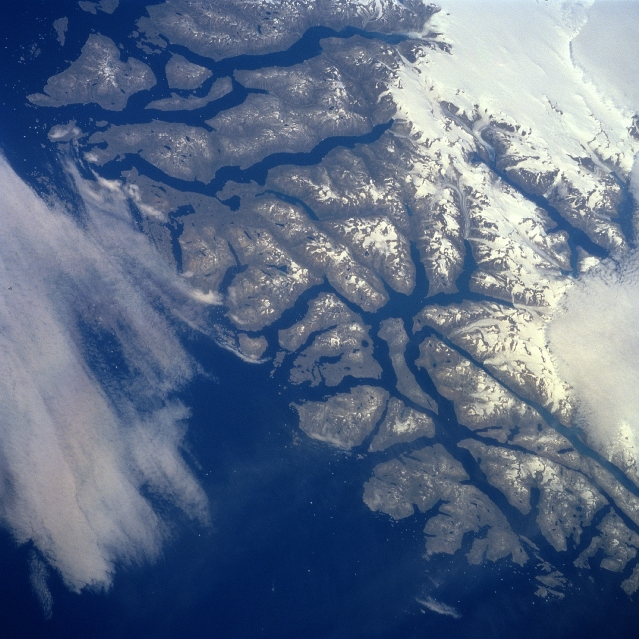